# Vernon (Illinois)
Vernon – wieś w Stanach Zjednoczonych, w stanie Illinois, w hrabstwie Marion.